# 菜穂子 (小説)
『菜穂子』（なおこ）は、堀辰雄の長編小説。堀の唯一のロマン（本格的長編物語）で、堀文学の到達点といわれる晩年の代表作である。プロローグとなる「楡の家」と本編「菜穂子」を合わせた2編から成る。
或る小説家との恋で、生来のロマネスクな性格を生き、その情熱を慎ましさのうちに踏み堪えた母と、母の恋に反発しつつも、母と同じ素質と、それ以上に破滅的な傾向を自分のうちに予感した娘が、母が守ろうとした「永遠にロマネスクなもの」を敢然と拒絶し、心の平安を求めて愛のない結婚に逃避する物語。不幸な結婚生活に陥ったヒロインが幼馴染の青年との再会を通じ、自己を見つめ「生」を追い求めて葛藤してゆく過程が、美しく厳しい信州の自然を背景にして、彼女を想う青年の孤独な旅の喪失感や、夫の心理との対位法的な構成によって描かれている。

## 発表経過
1934年（昭和9年）、雑誌『文藝春秋』10月号（第12巻第10号）に「物語の女」（のち「楡の家」第一部）が掲載された	。この一編は単行本『物語の女』に収録され、同年11月20日に山本書店より刊行された。約7年後の1941年（昭和16年）、雑誌『中央公論』3月号（第56巻第3号）に「菜穂子」が掲載され、同年、雑誌『文學界』9月号（第8巻第9号）に「目覚め」（「楡の家」第二部）が掲載された。
これら全ての編を合わせた単行本『菜穂子』は同年11月18日に創元社より刊行され、翌年1942年（昭和17年）3月に第一回（昭和16年度）中央公論社文藝賞を受賞した（賞金は当時の金額で3千円）。文庫版は岩波文庫の『菜穂子・他五編』に収録されている。

## 作品成立・背景
堀辰雄は自身を主人公にした『美しい村』で、失恋の痛手から生への意欲を取り戻した後、モーリアックの『小説論』の中の「最も客観的な小説の背後にも、……小説家自身の活きた悲劇は隠されてゐる。……しかし、その私的な悲劇がすこしも外側に漏れて居なければ居ないほど、天才の成功はあるのだ」という一節に出会い、再び『聖家族』以来の課題であった「我々ハ《ロマン》ヲ書カナケレバナラヌ」という意識に立ち返り、1934年（昭和9年）に、日記形式の作品『物語の女』（のち「楡の家」第一部）を書き上げた。
堀はすぐにその続編となる「娘の日記」の構想を練っていたが、婚約者の矢野綾子の死去により、『風立ちぬ』を書くことになった。しかし堀は、『風立ちぬ』や、折口信夫やリルケ体験から結びついた王朝文学へ傾倒の作品を書きながらも、『物語の女』の続編を考えており、1940年（昭和15年）1月に、「『菜穂子』（仮題）という小説」を目下構想中だと『帝大新聞』のアンケートに答え、「おぼえてゐるかしら、僕のずつと前に書いた『物語の女』のなかに出てくる菜穂子といふ若い娘を」と切り出し、以下のよう語っている。
堀は『菜穂子』の執筆動機を、「その短編（物語の女）の女主人公を母にもち、その素質を充分に受け嗣ぎつつ、しかもそれに反撥せずにはゐられない若い女性として、その母が守らうとした永遠にロマネスクなるものを敢然と自分に拒絶しようとする若い女性の人生への試みが私の野心をそそのかしたのだ」と語り、書きあげた感想として、「作品の出来不出来はともかくも、作者の私にとつては、生まれてはじめて本当に小説らしい小説を書いたやうな気がする」と記している。
なお、『菜穂子』を詠んだ岸田国士が、菜穂子の映画化を木下恵介監督で考えていたが、実現には至らなかった。

## 人物設定・モデル
ヒロイン菜穂子の母のモデルは、片山広子（筆名：松村みね子）であり、母の恋人のモデルは芥川龍之介である。また、ヒロインや幼馴染の青年・都築明には、作者・堀自身も投影されているが、都築明には堀の愛弟子であった立原道造もモデルとなっており、立原の急死の影響が加わった。
なお、作中で三村夫人が娘・菜穂子に、自分が女でなくなった（閉経した）ことを告げ、「私は自分がさういふ年になれてから、もう一度森さんにお目にかかつて心おきなくお話の相手をして、それから最後のお分かれをしたかつたのですけれど……」と語る言葉は、堀が片山広子から実際に聞いた言葉に依拠しているという。

## 連作「ふるさとびと」
『菜穂子』に登場した追分村の人々の挿話の小品「ふるさとびと」は、1943年（昭和18年）、雑誌『新潮』1月号に掲載され、『菜穂子』との連作の様相ともなっている。「ふるさとびと」は、副主人公の都築明と関わった牡丹屋のおようを中心とした挿話だが、このおようには、堀自身の亡き母のイメージがだぶっているといわれている。

## あらすじ
「楡の家」
1926年9月7日、O村（追分村）にて
「私」（三村夫人）は、娘の「お前」（菜穂子）にいつか読んで貰うために日記を書いている。いつか「お前」がこの手記を読んだとき、「お前」は「私」を自分の母としてばかりではなしに、過失もあった一個の人間として見直してくれ、「私」をその人間らしい過失のゆえに一層愛してくれそうな気もすると「私」は考える。今の「お前」と「私」の間の気づまりな重苦しい空気をなした正体を、「私」はこの手記でふりかえり、小説家・森於菟彦との出会いのいきさつを語ろうと決意する。（当時の思い出が綴られてゆく）
1928年9月23日、O村にて
去年の7月に森於菟彦が突然北京で亡くなった時に、胸が苦しくなったのは驚愕のためかと「私」は思ったが、それが「私」の狭心症の最初の軽微な発作だった。今「私」はその年の秋の、「お前」との暖炉の前での重苦しい対話を思い出す。親戚（菜穂子のおば）が持ってきた「お前」の縁談話について「私」と「お前」は意見が合わず、「お前」は「私」に反発するように結婚を決めてしまった。（途中で手記が絶筆）
菜穂子は結婚数か月後に、この母の手記を読んだ。読了後の一種説明しがたい母への同化、それ故に又同時にそれに対する殆ど嫌悪に近い思いから、「私」（菜穂子）は母の日記を、楡の木の下に埋めた。
「菜穂子」
1931年
3月、都築明は銀座の往来の中で、夫らしき男性と歩く幼馴染の菜穂子を偶然見かけるが、その姿は空虚な眼差しで幸福そうには見えなかった。両親を早くに亡くした明は叔母に育てられ、信州O村（追分村）にあった叔母の別荘と菜穂子の家の別荘は隣同士で、二人は友達だった。しかし、快活で明るい娘だった菜穂子は、母親と有名作家の悲劇的な恋の影響で様子が変化し、いつからか明とも疎遠になってしまっていた。
菜穂子は嫁いだ先の姑との暮らしの雰囲気に合わずに疲れ憔悴していた。雑沓の中で幼馴染の明らしき姿を見てから、失われた昔の郷愁が募った菜穂子は、この結婚の後悔の意識にはっきり気づいた。そんなある日、菜穂子は喀血をし、八ヶ岳山麓の結核療養所（富士見高原病院）へ入院することになった。一方その頃、明は菜穂子を見てから設計の仕事に身が入らず、具合を心配した所長から長期休暇をもらい、静養のため4月にO村に行った。明はそこで村娘・早苗とぼんやりと淡い恋をしてみたり、宿屋の牡丹屋の人たちと6月まで暮した。
菜穂子は姑と夫の中にいるときに感じる孤独よりも、療養所の孤独な生活に安堵し、肉体的にも精神的にも蘇ってきた。しかし、もう娘時代の気持には戻れない重苦しさも感じた。牧場に立っている大きな樹の幹が二つに分かれ、一方には青い葉がむらがり、片方は枯れていた。その樹が自分のようだと菜穂子は感じた。220日の荒れ模様の日に突然、今まで一度も見舞いに来なかった夫・黒川圭介が見舞いに来た。妻がもしや重症なのではないかと心配してやって来たのだった。その見舞いの体験をきっかけに圭介は、今までの自分の生活を少し顧みたりした。
再び東京で設計の仕事をしていた明は、9月末、脊髄炎で寝たきりの娘・初枝を東京の病院に診せに来た牡丹屋のおようを見舞った。明は年上のおように母のような思慕を持ち、この母子と人生を共にする可能性を思い描いたりした。そんな折、明は微熱や咳が出るようになり早退したある日、荻窪駅のプラットホームで菜穂子の夫らしき男を見かけた。黒川圭介は近頃、しばしば荻窪駅へ来ては、菜穂子のいる八ヶ岳の方へ向う中央線列車を眺めるようになっていた。圭介は母親に菜穂子を家に連れ戻すことを言おうかと考えたりした。初枝は結局、東京の医者にも見放され母子は2か月後に郷里のO村へ帰っていった。二人はさびしそうだったが、都会から郷里へ帰れる安堵も見せていた。明は上野駅でおよう達を見送り、帰るところも何もない自分に孤独と空しさを感じた。
12月に突然、療養所の菜穂子の元に明がやって来た。懐かしい明との久しぶりの対面だったが、菜穂子は表面的なすげない対応をした。昔のままの夢みがちな明は菜穂子と別れ、あてもない冬の旅に出発した。明が去ってから菜穂子は自分の冷たい態度を後悔し、今の孤独な自分がいかにみじめであるか切実に考えだした。あんなに前途に不安を抱えながらも自分の夢の限界を突き止めてこようとしている真摯さに触れ、菜穂子は今のごまかしの生活から自分をよみがえらせてくれるものを求めた。
明は旅の途中、病状がひどくなり、いったんO村へ引き返した。悪寒のする身で見る風景で思い出すことは、菜穂子と自転車を走らせて野原や森で遊んだ思い出や幼い頃に死んだ母の幻影だった。明は喪失感に堪えた。牡丹屋で病身を横たえながら明はうっすら自分の死を予感し、冷たい炎のような雪煙を眺めた。
雪が激しく降る日、菜穂子は衝動的に療養所を抜け出し、北風で片側だけが雪で真白な列車に乗り新宿駅に向った。東京も雪だった。菜穂子は自宅へ電話し、銀座で夫と待ち合わせた。圭介は母親のことばかり気にし面倒を厭い、妻をとりあえず麻布のホテルへ連れて行った。自分の行動に一生を賭けるつもりで来た菜穂子だったが、圭介は菜穂子が何故来たのか深く追求しなかった。菜穂子は明の姿をふと思い浮かべ涙ぐんだ。明日一人で療養所へ帰ると言った菜穂子は、今にも夫が、このままホテルにしばらく滞在してから、こっそり二人だけで暮らそう、と言うのではないかと期待したが、圭介は事務的に家に帰っていった。
ホテルの玄関で外を虚しく見つめる菜穂子の後ろで、広間の電灯が点った。菜穂子は今日行動したことで何か新しい人生の道が指し示されたような気もしたが、明日帰る療養所の寒さも思った。給仕が食事の出来たことを知らせた。菜穂子は空腹を感じ、そのまま部屋へは帰らずに食堂の方へ歩き出した。

## 登場人物
菜穂子（旧姓・三村）
28歳。3年前の1928年の春、25歳の時に結婚。夢から目醒めようとする勝気な性格。15歳の時に父親を亡くす。娘時代に毎年、母と別荘のあるO村（追分村）で過ごしていた。3歳年上の兄がいる。結婚後は大森に居住。
三村夫人
40代前半（1924年頃）。菜穂子の母。未亡人。永遠にロマネスクなものを守ろうとする性質。1928年9月にO村の別荘で狭心症の発作で死去。
森於菟彦
30代半ば（1924年頃）。背の高い痩せぎすの有名作家。O村の隣村のK村（軽井沢村）のMホテル（万平ホテル）によく滞在していた。三村夫人より5、6歳年下くらい。三村夫人に恋愛詩を送る。1927年7月に北京で突然病死。
安宅
三村夫人のミッションスクール時代の友人。ピアニスト。森於菟彦と知り合い。
征雄
菜穂子の兄。菜穂子より3歳年上。18歳の時に父親を亡くす。医科大学を出てT病院に勤務し、台湾の大学に赴任。
都築明
28歳。菜穂子の幼馴染。7歳の時に両親を亡くし、独身者の叔母に育てられた。O村にあった叔母の小さな別荘が三村家と隣り同士だった。背が高く痩せぎす。独特の人懐そうな笑顔。夢みがちな性格。私立大学の建築科を卒業し、銀座の建築事務所に勤務。荻窪の下宿に居住。設計の仕事に楽しさはない。育ての親の叔母は数年前に死去。
建築事務所の所長
都築明の上司。人の好さそうな上司。
黒川圭介
38歳。菜穂子の夫。世間並みに出来上がった男。高商出身で、丸の内にある商事会社に勤務。銀行家だった父親を13年前に亡くなくし、大森の古い屋敷に母と居住していた。結婚し、菜穂子を加えた暮らしになる。菜穂子より背が低い。夕飯後は母親とばかり暮らし向きの話をし、菜穂子は話の圏外になる。
圭介の母
夫を亡くしてから10年間、息子と暮していた。嫁の菜穂子とそりが合わず、菜穂子が入院後は以前のように息子と二人だけで暮すことに気楽さを感じる。世間体ばかり気にする。
牡丹屋の主人
都築明が静養のために滞在したO村の宿屋の主人。明とは顔見知り。足が悪い。『ふるさとびと』によると、名前は五郎。雪の中の猟でリウマチを患う。亡父の名は草平。
牡丹屋の主人の妻
東京から嫁いだ若い細君。『ふるさとびと』によると、名前はおしげ。小諸で芸者をしていて、その頃から五郎と恋人だった。東京出身。気立てのいい女。
老母
70代。牡丹屋の主人とおようの母。
およう
40歳近い。牡丹屋の主人の姉。若い頃その美貌で、隣村のK村にある一流ホテルに嫁いだが1年でそこから逃げて離婚し、実家に戻る。年齢よりも若く、まだ娘々した動作。病身で寝たきりになった一人娘がいる。三村夫人より5歳年下。『ふるさとびと』によると、38歳。明治の末（1912年）、19歳の春に蔦ホテルに嫁いだ。
初枝
19歳。おようの娘。7、8年前から脊髄炎になり、寝たきりとなる。12歳の時、小学校への行きがけに凍しみついた雪の上に誰かに突き転がされ、それがもとで脊髄炎を発症。母親に似た細面の美しい顔立ち。『ふるさとびと』によると、上田で一度手術したが、病気は治癒せず。
早苗
牡丹屋と親戚の綿屋という屋号の家の娘。色白の顔。耳が少し遠い。芹摘みの途中に雨宿りした氷室で、偶然に明と居合わせてから、毎日その近くで午後のひととき会うようになる。明に恋心を抱くが、村の巡査に求婚され、それを明に告げられないまま秋に結婚する。初枝と幼馴染。
若い巡査
村で人気の、人の好さそうな巡査。自転車で村を巡回しながら、村道を歩く早苗と同行するようにする。早苗と結婚する。
看護婦
療養所の看護婦や、隣のK村から臨時に派遣された看護婦。
白いセーターを着た青年
重症患者の許婚の若い娘に附添っていた青年。危篤の許嫁が一時もち直して奇蹟のように回復し、廊下で嬉し泣きしていた。しかしその5、6日後、許嫁は死去し、青年も療養所から突然と姿を消す。それを知った菜穂子は自分でも理由の分からずにいたその数日間の心の重苦しさから解放される。
若い農林技師
療養所の患者。やりかけの研究を完成するため、医師の忠告も聞かずに独断で山を下りてゆく技師。切迫した生気を漂わせていた。菜穂子はその青年の行動に好感を覚える。
長与
黒川圭介の遠縁の男。商談の用件で黒川の会社を訪問。
若い男の重症患者
顎髭を生やした、蝋のような顔。鳥のように大きく見ひらいた眼だけを動かし、隙間から覗いた黒川を見る。
画家らしい青年
療養所を抜け出た菜穂子が銀座で夫と待ち合わせた店・ジャーマン・ベーカリーにいた青年。ときどき菜穂子を振り返って見る。（堀辰雄は「『菜穂子』覚書II」に、1935年（昭和10年）の冬の大雪の日に銀座のコーヒー店で、頬が異様にこけた若い女性がぼんやり人を待っていたのを見て、菜穂子のイメージをだぶらせたことを記している）

## 作品評価・解釈
『菜穂子』は、永年「ロマン」を目指していた堀辰雄の生涯唯一の長編小説となり、晩年の代表作である。『菜穂子』以後、病苦のために長編が書かれることなく、堀は亡くなるが、釈迢空（折口信夫）はその死を悼み、以下の弔歌を詠んだ。
菜穂子の後　なほ大作のありけりと　そらごとをだに　我に聞かせよ—釈迢空
菜穂子の物語であったはずの『菜穂子』が、徐々に都築明の比重が大きくなっていったのは、立原道造の夭折に関わりがあり、明の比重が増すにつれて本当の小説に近づいていったと小久保実は解説している。堀の創作ノートによると明と菜穂子は、「冬の旅（Winterreise）彼の生き方は、彼の死によつて、一層完成す。夭折者の運命。 雪（The snow）彼女の生は、彼女の耐へた生によつて、一層完成す。生者の運命。」という対位法的な主題となっている。また、「秋 絶望視せられてゐた荒地からの真の夫婦愛の誕生。貧しけれども匂なけれども、誇らかに美し。――このあたりより、Rembrandt-ray を与へよ」と記されていたが、この主題は実現されなかった。
この最後の主題が暗示的な予感のままだけで終わってしまったことについて佐藤泰正は、日本的な風土において、「〈受胎告知〉的なモチーフ」、「神の人間界への問いかけ」という一種メタフィジックなテーマの実現が難しいことを、この作品は逆説的に示しているとし、この困難な課題は、最も日本的な風土と背景を用いた堀の最後の小説『曠野』でも試みられていると解説している。
少年時代に堀文学を愛読していた三島由紀夫は、『菜穂子』の副主人公・都築明と石原慎太郎の『亀裂』の主人公が同姓同名であるという着眼から、書かれた時代も作風も青年の性格も全く異なる二作品を詳細に比較し評論している。三島は、石原の『亀裂』がその破天荒な悪文にもかかわらず、「為体のしれない活力」の効果により「現代小説」として成功している一方、堀はその優れた文体の名文家にもかかわらず、『菜穂子』は成功作とならずに息切れしてしまい、都築明が老人か子供のようで、黒川圭介に凡俗の悪が足りないことを指摘しつつも、堀の動植物の描写が美しく巧緻な点や、都会人や別荘人種の描写が得手と思われている堀が、実は村娘・早苗のような素朴な田舎の人物の描写に長じ、ある意味、早苗が菜穂子より「ヴィヴィッド」に描かれている利点を挙げている。
また、都築明と黒川圭介の人物造型に、逆にもっと「多量のアクテュアリティー」を与え、実在感を持たせてみる修正案を三島は提示しながらも、ヒロイン菜穂子については、「どんなに周囲の物語が変貌しても、菜穂子だけは古びない」とし、その理由は、「菜穂子だけが作者が真に創造した人物であり、作者の文体にしつくり合つて、その文体と共に呼吸してゐる人物だから」だと解説している。そして、堀が『風立ちぬ』で試み、さらに『菜穂子』で「もつと徹底的に試みたこと」は、フランス古典小説の手法や日本の王朝女流日記（蜻蛉日記や和泉式部日記）の伝統に沿って、「小説からアクテュアリティーを完全に排除し、古典主義に近づかうとしたこと」だったと指摘し、もしも自分（三島）の修正案のように、副人物に「多量のアクテュアリティー」を与えてしまうと、菜穂子と副人物が「異質異次元」の「別の星の住人」になるため、「（堀）氏が決然と小説のアクテュアリティーと身を背けたことは、氏として正しかつたのであり、日本における古典性（これは西欧的な古典といふ意味とは大いにちがふ）の達成においても正しかつた」とし、その理由は、「日本で小説が成立する方向は、文体を犠牲にしてアクテュアリティーを追究するか、アクテュアリティーを犠牲にして文体を追究するかのどちらかに行くほかはないから」だと説明し、「堀氏はその一方向を徹底した点で立派なのである」と解説している。
さらに三島は、『菜穂子』を支えている三つの「方法論」として、「情念の純粋化による菜穂子の創造（フランス的方法）」、「形而上学的な生の模索の主題」、「自然描写」を挙げ、堀は、「二つの異質の抽象化と自然描写とを一応みごとに結合させ、氏一流の文体のうちに、さしたる不自然もなく融解させてしまふ」と説明し、それは堀の中に、雪舟や光琳や宗達と同じ東洋人の風土的な「抽象衝動」が本能的に潜在していたためで、それゆえに「形而上学と自然と人間との、東洋人らしい、また日本人らしい混同と融和が可能であつた」とし、堀の文体についても、「いかにも西欧的な文体と見えながら、氏は根本において、知的・精神的なものと無縁な抽象衝動によつて動かされ、独自の装飾的文体を創始した」と論考している。
そして最後に、「現代における純粋行為の不可能」という、『亀裂』と『菜穂子』に共通性のある主題に三島は触れ、『亀裂』の「現実」の意味は、「はしなくも菜穂子があのやうに誘はれあのやうに追ひ求めた“生”の意味に似通つてくる」と解説し、『亀裂』も『菜穂子』も共に、「暗い穴の記念碑」であり、「到達不可能の現実に対する絶望的な模索の試み」であるとし、その点で『菜穂子』は、「小説の広義の自然主義的要請をしりぞけず、それにこたへ得てゐるのかもしれない」と考察しながら、「作家の信じた“生”や“現実”の存在は、それへの到達が不可能であることによつて、却つて作品の鞏固な存在条件をなす」と論じている。また三島は『菜穂子』の先蹤的作品として、芥川龍之介の短編『秋』を挙げ、そこにはすでに「近代心理小説の見取図」が出来上っていて、「あとは作者のエネルギーの持続を待つだけだつた」と解説している。
竹内清己は、母・三村夫人が自己省察する、「自己の外貌が自己の実在なのか、第三者の目にみえない自己の内界が実在なのか」という問題は菜穂子にも引き継がれているとし、三村夫人が、自己の内面が「気まぐれな仮象にしかすぎない」のではないかという疑問を持つ点に触れ、以下のように解説している。
また、この存在様式は、堀が「生をかけて得ようとした芸術的形象」であり、「ロマネスク」とは、作中に見られるそういった感応の想念のドラマを「古雅な静謐のなかに存立させること」だと竹内は解説し、そのロマネスクを帯びていた母に反発しつつも菜穂子の内界は、「母への同化回帰を志向」し、この二律背反が菜穂子の孤独や虚無を厳しくする、「大いなるクラシシズムを喪失した近代そのものの悲劇」であり、「ロマネスクなるものをもはや望みえない近代人の実存」だと考察している。
そして竹内は、その堀が求めてやまない、ロマネスクなものを抱ける「新しいクラシシズム」は、リルケの『愛する女性』に見られる「ついに苦しみがきびしい氷のよな美しさに変貌」していくような、「心の中だけは自分一人の杳かな世界を守る孤独な方法」を、『かげろふの日記』のヒロインに付与したものであったが、『菜穂子』においてはそれが、「その戸口に立っただけで終り、“孤独な方法”をみいだし生活のなかで実践しうるかどうか今だ提示していない」と解説している。また竹内は、三島由紀夫が、ヒロイン菜穂子が新しく古びないと解説したのは正しいとし、それをさらに敷衍し、菜穂子が古びないのは、「菜穂子の生が人間の存在様式の極北を示している」からだ考察している。

## テレビドラマ化
- 『菜穂子』（NETテレビ）
  - 1961年（昭和36年）4月23日 日曜日 20:00 - 21:00
  - 脚本：津田幸夫（津田幸於）、和田矩衛
  - 出演：岩崎加根子、岡田英次、夏川静枝、木村功、清村耕次、川尻則子、織本順吉

## おもな刊行本
- 『物語の女』（山本書店、1934年11月20日） 500部限定本
  - 収録作品：「物語の女」「窓」「挿話」「馬車を待つ間」「旅の絵」「鳥料理」
- 『菜穂子』（創元社、1941年11月18日）
  - 収録作品：「菜穂子」「楡の家」
  - ※ この創元社版のみ、「菜穂子」「楡の家」の順番で収録されている。
- 文庫版『菜穂子・楡の家』（新潮文庫、1948年12月15日。改版1968年）
  - カバー装画：難波淳郎。解説：丸岡明。
  - 収録作品：「菜穂子」「覚書I・II」「楡の家」「ふるさとびと」
- 文庫版『菜穂子・他五編』（岩波文庫、1973年4月16日。改版2003年）
  - 解説：源高根。
  - 収録作品：「ルウベンスの偽画」「聖家族」「恢復期」「楡の家」「菜穂子」「覚書I・II」「ふるさとびと」「楡の家・菜穂子・ふるさとびと・のノオト」